# Церковь Святого Григория Просветителя (Каракас)
Церковь Святого Григория Просветителя (арм. Կարակասի Սուրբ Գրիգոր Լուսավորիչ եկեղեցի; исп. Iglesia Apostólica Armenia San Gregorio Iluminador de Caracas) — храм Армянской Апостольской церкви в Каракасе, столице Венесуэлы.

## История
Армянская диаспора Венесуэлы образовалась в начале XX века благодаря переселенцам из Ближнего Востока, в особенности Сирии, которые были вынуждены покинуть эти земли спасаясь от Геноцида на подвластной Османской империи территории. В настоящее время в Венесуэле насчитывается около 4.000 армян, из которых 1.000 проживает в Каракасе. Для обеспечения религиозных нужд общины была построена церковь в Каракасе, освящённая в честь Святого Григория Просветителя, распространявшего христианство в конце III и начале IV веков в Армении.

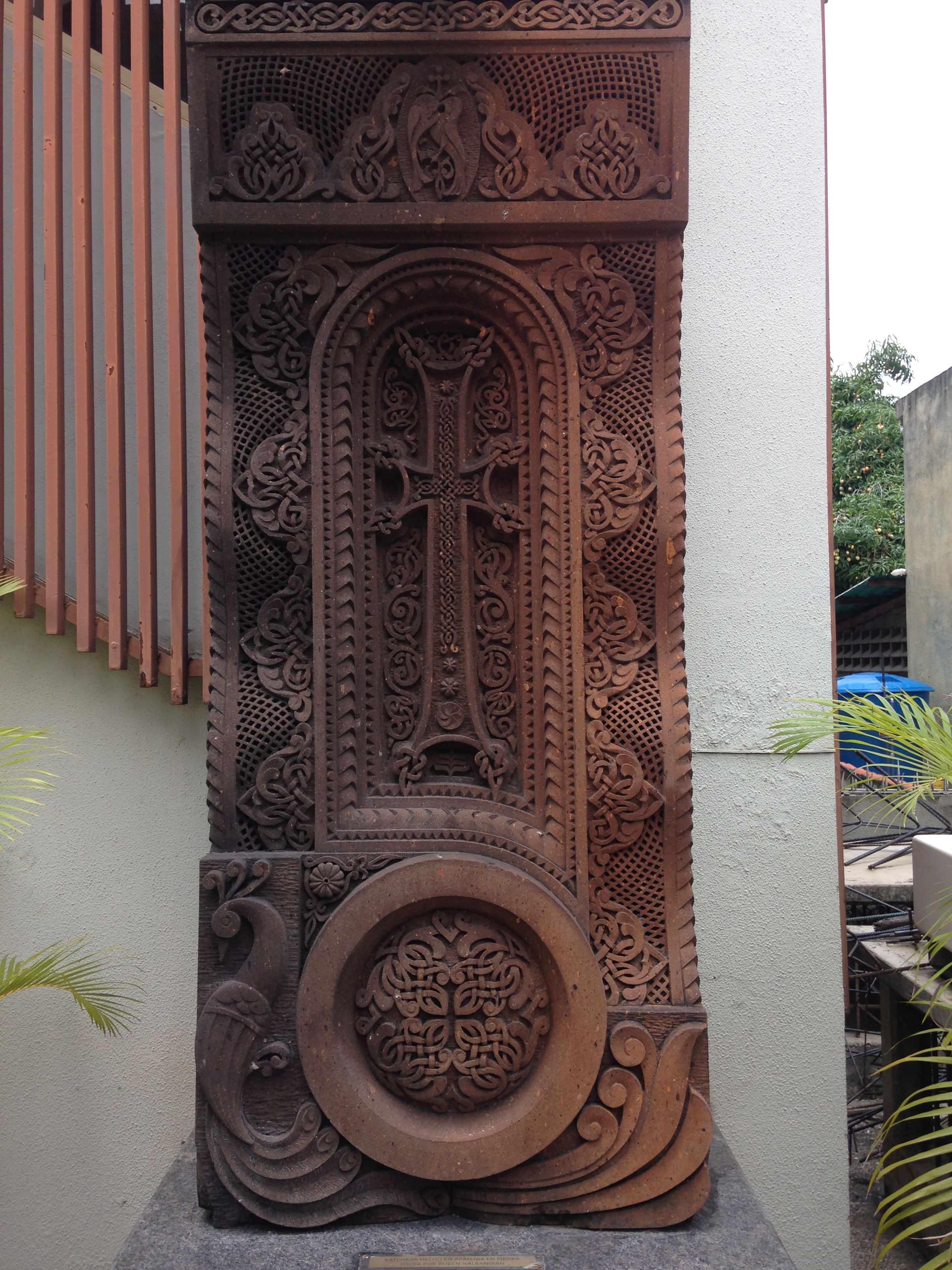
Хачкар возле церкви Святого Григория Просветителя в Каракасе, Венесуэла

С созданием армянской церкви, школы и некоторых других структур выступили лидеры армянской общины С. Зарикян и братья Газарьяны, которые наряду со всей общиной финансово помогли воплощению в жизнь всех проектов. Церковь Святого Григория Просветителя была построена в 1987 году. При храме имеется воскресная школа и хор. Армянское сообщество имеет также множество политических и неправительственных организаций, женских и молодёжных союзов, танцевальный коллектив. В 2001 году рядом с церковью усилиями общины был установлен памятник жертвам Геноцида армян в Турции (14 июля 2005 года Парламент Венесуэлы признал Геноцид армян).